# National Grid (Ordnance Survey)

Die Planquadrate; rot gezeichnet der Zentralmeridian

Als National Grid oder British National Grid (BNG) wird das auf den Karten des britischen Ordnance Survey verwendete Koordinatensystem bezeichnet.

## Anwendung
Das Gebiet Großbritanniens ist in Planquadrate von genau 100 km Kantenlänge unterteilt, die an einem Zentralmeridian (dem 2. westlichen Längengrad) ausgerichtet sind und jeweils mit einem zweibuchstabigen Code bezeichnet werden (siehe Bild). Positionen innerhalb dieser Quadrate werden anhand eines Zahlenpaares spezifiziert, wobei die erste Zahl (englisch Easting, deutsch Rechtswert) den Abstand der Position vom westlichen Rand des Quadrates nach Osten bezeichnet, die zweite (englisch Northing, deutsch Hochwert) den Abstand der Position vom südlichen Rand des Quadrates nach Norden. Die Zahlen stellen eine dezimale Unterteilung der 100 km Kantenlänge dar und können nach gewünschter Genauigkeit je zwei bis fünf Stellen umfassen. Zwei Stellen sind eine Unterteilung in Kilometer, fünf Stellen ergeben eine metergenaue Angabe.
Das 1-km-Raster ist auf amtlichen topographischen Karten aufgedruckt und mit den entsprechenden zweistelligen Rechts- bzw. Hochwerten beschriftet.
Die Bezugslinien dieses Gitternetzes verlaufen (mit Ausnahme des Zentralmeridians) nicht parallel zu den Längen- und Breitenkreisen des Gradnetzes, weil sie die Krümmung der Erdoberfläche bewusst vernachlässigen und stets mit festen Kilometerdistanzen im rechten Winkel zum Zentralmeridian arbeiten. Der Vorteil liegt darin, dass sich Positionen durch einen vorstellbaren Abstand zu einem Bezugspunkt angeben lassen und nicht nur als abstrakter Winkel wie im Gradnetz.

### Beispiel
Scafell Pike, Englands höchster Berg, liegt im WGS84 auf 54° 27′ 15″ Nord und 3° 12′ 42″ West. Im National Grid liegt diese Position im Planquadrat NY, und zwar 21,54 km von dessen westlichem und 7,211 km von dessen südlichem Rand entfernt. Die vollständige metergenaue Koordinatenangabe im National Grid, die OS reference, lautet damit NY 21540 07211.
Ist keine metergenaue Auflösung erforderlich, wird durch Weglassen der letzten Ziffern ein gröberes Zielquadrat angegeben, beispielsweise als NY 21 07 (Zielquadrat 1 km × 1 km) oder NY 215 072 (Zielquadrat 100 m × 100 m). Wenn eine grobe Position bereits feststeht (etwa durch die Gegend, in der das Ziel liegt), wird auch das Buchstabenpaar weggelassen.

### Verbreitung
Wegen seiner einfachen Anwendung – für eine präzise Positionsangabe wird nur eine Karte mit Gitternetz und ein Lineal benötigt, meist ist sogar eine Schätzung nach Augenmaß genau genug – hat das System Eingang in den alltäglichen Gebrauch gefunden. Beispielsweise wird bei Wanderzielen in britischen Wanderführern stets die 2×3-stellige OS reference angegeben.
In Deutschland hat sich ein ähnliches System, das Gauß-Krüger-Koordinatensystem, außerhalb des Vermessungswesens nicht durchsetzen können. Auch das UTM-Koordinatensystem arbeitet ähnlich, mit einigen geänderten Parametern.

## Bezugssystem
Grundlage der Vermessung Großbritanniens ist das Geodätische Datum OSGB36. Es wurde im Zuge der Neuvermessung des Landes in den Jahren 1936 bis 1953 definiert.
Als Referenzellipsoid wird das Ellipsoid Airy 1830 benutzt, das nach George Biddell Airy benannt ist und die Erde im Bereich von Großbritannien optimal annähert. Seine Halbachsen sind a = 6377563,396 m und b = 6356256,910 m; die Abplattung beträgt f = (a-b)/a = 1:299,3249753.

## Kartenprojektion
Als Kartenprojektion kommt eine transversale Mercator-Projektion zum Einsatz. Ihr Ursprung liegt bei 2° West und 49° Nord, also etwa in der Mitte zwischen Jersey und Saint-Malo. Dabei ist zu beachten, dass sich der Nullmeridian bei OSGB36 deutlich von dem bei WGS84 verwendeten Nullmeridian unterscheidet (in London liegt er ungefähr 120 m westlich), was bei Koordinatenumrechnungen zwischen den verschiedenen Systemen zu berücksichtigen ist.

Die Planquadrate

Im (echten) Ursprung der Kartenprojektion wird ein Kartesisches Koordinatensystem definiert, dessen eine Richtung nach Osten (englisch: easting, deutsch: Rechtswert) und dessen andere Richtung nach Norden (englisch: northing, deutsch: Hochwert) zeigt. Diese Werte werden in Metern angegeben. Um negative Koordinaten zu vermeiden, werden auf den Rechtswert 400 km addiert, vom Hochwert können 100 km abgezogen werden. Es ergibt sich ein falscher Ursprung etwa 80 km westlich der Scilly-Inseln, und ganz Großbritannien erhält positive Koordinaten, deren Rechtswert maximal ca. 650.000 und deren Hochwert maximal ca. 1.200.000 beträgt.
Da diese Koordinaten recht groß und unübersichtlich werden können, wird die Karte in Planquadrate eingeteilt: Quadrate mit Seitenlängen von 500 km erhalten die Buchstaben H, N, O, S, und T; innerhalb davon werden Quadrate mit der Seitenlänge 100 km von A bis Z definiert, wobei das große I ausgelassen wird. Innerhalb dieser Quadrate werden dann die Kilometer von 00 bis 99 durchnummeriert. Dieses Kilometerraster ist auf den Karten des Ordnance Survey in den Maßstäben 1:50.000 oder größer aufgedruckt.